# Бобинская, Елена Фёдоровна
Елена (Хелена) Фёдоровна Бобинская (урождённая — Брун) (пол. Helena Bobińska; 9 мая 1887, Варшава, Царство Польское, Российская империя — 9 июня 1968, там же) — польская и советская писательница, переводчица

, революционерка.

## Биография
Сестра Юлиана Бруна, одного из руководителей Коммунистической партии Польши. Первая жена Станислава Бобинского.
С 1905 член Социал-демократии Королевства Польского и Литвы. Участвовала в Революции 1905—1907 годов в России.
После Октябрьской революции в 1917—1945 годах жила в Советском Союзе. В 1917—1920 годах — в Петрограде. Сотрудничала с польскоязычными и советскими литературными и молодёжными журналами (в том числе «Trybunа», «Комсомольская правда», «Культура масс»).
В 1932 году выступила против реформы польской письменности и орфографии, предложенной, среди прочего, Бруно Ясенским. В 1936 году стала литературным руководителем Польского государственного театра в Киеве.
Член Союза писателей СССР (1934—1938). Во время Второй мировой войны находилась на территории СССР. В 1945 году вернулась в Польшу и продолжила писательскую деятельность.

## Творчество
Автор многочисленных книг для юношества. Дебютировала с романом «О счастливом мальчике» (O szczęśliwym chłopcu, 1918), в которой противопоставила жизнь ребёнка из семьи интеллектуала судьбе пролетарских детей. В 1945 году опубликовала биографическую повесть о Марии Склодовской-Кюри. В 1953 году издала повесть о молодости Сталина — «Сосо. Детство и школьные годы Сталина» (Soso. Dziecięce i szkolne lata Stalina). Написала автобиографию, касающуюся событий 1902—1918 годов (Pamiętniki tamtych lat, т. 1, 1963). В 1959 году опубликовала воспоминания о встрече с В. И. Лениным.
Самые известные книги Е. Бобинской: «Месть рода Кабунаури» (1931, 1949), «Сын партизана» (1950), «Пионеры» (1951), «Заговор» (1954).
Произведения писательницы выходили на польском, русском, болгарском, венгерском, бенгальском, словацком, немецком, норвежском, чешском и французском языках.
Занималась переводами с русского произведений Чехова, Горького, Гайдара и других.
Книги Е. Бобинской после прихода нацистов к власти в Германии подлежали сожжению.

## Избранные произведения
- O szczęśliwym chłopcu (1918);
- Tajemnica Romka (1926);
- Zemsta rodu Kabunauri (1930);
- Ludzie Czerwonego Frontu. Powieść z życia kolektywników polskich na Białorusi (1932);
- Maria Skłodowska-Curie (1945);
- Stach Sobie-pan (1929);
- Lipniacy (1948);
- O wakacyjnej zabawie w sprawiedliwą republikę (1949);
- O kotku góralu (1949);
- Sąd pionierów (1925, wyd. krajowe 1950);
- Pionierzy (1951);
- Spisek (1952);
- Soso. Dziecięce i szkolne lata Stalina (1953);
- Pamiętnik tamtych lat, cz. 1 (1963);
- O królu Słońcu i jego czterech córkach" (1971);
- Пионеры в лагере (1925) ;
- Пионерский суд (1926);
- Маленькие рассказы(1926);
- Стах: Повесть о ребёнке для взрослых(1928);
- Люди красного фронта: Повесть из жизни польских колхозов в Белоруссии в 1930 г. (1933)

## Награды
- Орден «Знамя Труда» II степени (1949)
- Офицерский крест Ордена Возрождения Польши
- Орден Трудового Красного Знамени
- премию председателя Совета министров ПНР (1951).

Похоронена на кладбище Воинские Повонзки в Варшаве.